# Ophiolebes scorteus
Ophiolebes scorteus är en ormstjärneart som beskrevs av George Richard Lyman 1878. Ophiolebes scorteus ingår i släktet Ophiolebes och familjen knotterormstjärnor. Inga underarter finns listade i Catalogue of Life.